# Delfini (album)
Delfini è il primo album di Massimo Modugno, pubblicato dall'etichetta discografica Carosello nel 1993.
Contiene fra gli altri il brano Delfini (Sai che c'è), cantato con il padre Domenico, che è anche l'ultimo registrato in studio del cantautore pugliese, e Uomo allo specchio, presentato al Festival di Sanremo dell'anno precedente e già pubblicata su 45 giri.

## Tracce
1. Delfini (Sai che c'è)
2. A parole siamo tutti santi
3. Dimmi che donna sei
4. Animale libero
5. Miracoli
6. Muoio per te
7. Generazione dei senza
8. Ma di te ne ho bisogno adesso
9. Uomo allo specchio